# Tramwaje w Nowosybirsku
Tramwaje w Nowosybirsku − system komunikacji tramwajowej działający w rosyjskim mieście Nowosybirsk.

## Historia
Pierwsze tramwaje w Nowosybirsku uruchomiono 26 listopada 1934 w prawobrzeżnej części miasta. Po lewej stronie Obu tramwaje uruchomiono w 1941. Do 1955 system funkcjonował jako dwie osobne sieci, które wówczas połączono w jedną. W 1990, w związku z budową metra przez Ob, ponownie rozdzielono sieci. Obecnie sieć tramwajowa składa się z tras o długości 83 km.

## Zajezdnie
Obecnie w Nowosybirsku działają dwie zajezdnie tramwajowe:
- Dzerzinskoje − zajezdnia zamknięta w 1998
- Leninskoje − zajezdnia zamknięta w 2005
- Oktiabrskoje (Prawobereżnoje – oddział 5 МКП ГЭТ) − zajezdnia tramwajowa znajdująca się w prawobrzeżnej części miasta, zajezdnia obsługuje 77 tramwajów
- Kirowskoje (Lewobereżnoje – oddział 4 МКП ГЭТ) − zajezdnia tramwajowa znajdująca się w lewobrzeżnej części miasta, zajezdnia obsługuje 80 tramwajów

## Linie
Obecnie w Nowosybirsku istnieje 10 linii tramwajowych (trasy linii obowiązują od 1 lipca 2011):
| Numer linii | Trasa                                         | Zajezdnia obsługująca linię |
| ----------- | --------------------------------------------- | --------------------------- |
| 5           | Сад Мичуринцев – Золотая Горка                | 5                           |
| 8           | п.Южный – ТЭЦ-2                               | 4                           |
| 9           | Мол.комбинат – ТЭЦ-2                          | 4                           |
| 10          | Бугринская роща – Хлебзавод – Бугринская роща | 4                           |
| 11          | пл.Калинина – Золотая горка                   | 5                           |
| 13          | ГБШ – ул.Писарева                             | 5                           |
| 14          | Сосновый бор – Сад Мичуринцев                 | 5                           |
| 15          | Юго-Западный ж/м – Бугринская роща            | 4                           |
| 18          | Юго-Западный ж/м – пос.Чемской                | 4                           |
| 19          | Станиславский ж/м – Станиславский ж/м         | 4                           |

## Tabor
Podstawę taboru stanowią tramwaje KTM-5. Najnowszymi tramwajami są KTM-19KT. 20 października 2011 dostarczono nowy tramwaj AKSM-60102. 24 stycznia 2012 do Nowosybirska przybył niskopodłogowy tramwaj serii KTM-23. Kilkanaście tramwajów KTM-5 i KTM-5A w ostatnich latach zmodernizowano. Łącznie w Nowosybirsku są 129 tramwajów:
| Typ        | Liczba |
| ---------- | ------ |
| KTM-5      | 66     |
| KTM-5A     | 54     |
| KTM-19KT   | 4      |
| LM-99KE    | 2      |
| LM-99K     | 1      |
| AKSM-60102 | 1      |
| KTM-23     | 1      |

Tabor techniczny składa się z 27 wagonów